# International Competition Network
A International Competition Network (ICN) (em português, Rede Internacional da Concorrência) é uma rede global de defesa da concorrência criada em 2001 com a finalidade de promover e divulgar entre seus membros as melhores práticas contra abusos de poder econômico.
Representam o Brasil nesta rede o Conselho Administrativo de Defesa Econômica (CADE) e a Secretaria de Acompanhamento Econômico do Ministério da Fazenda, integrantes do Sistema Brasileiro de Defesa da Concorrência.